# 한스요아힘 마르세이
한스요아힘 발터 루돌프 지크프리트 "요헨" 마르세이(독일어: Hans-Joachim Walter Rudolf Siegfried "Jochen" Marseille [hans joˈaχɪm mɑrˈseɪ][*], 1919년 12월 13일 ~ 1942년 9월 30일)는 제2차 세계 대전당시 에이스 파일럿으로 활약한 루프트바페 소속 전투기 조종사이다. 북아프리카 전역에서의 활약으로 특히 유명하며, 아프리카의 별이라는 별명이 붙었다. 공식 기록에 따르면 마르세이는 영연방 사막공군 기체 158기를 격추했으며, 본인 주장에 따르면 7기를 제외해서 151기 격추가 맞다. 애기는 메서슈미트 Bf 109로 군경력 내내 이 전투기만 타고 다녔다. 서방 연합군을 상대로 이만한 성과를 낸 조종사는 마르세이 이외에는 없다. 에리히 하르트만, 한스울리히 루델을 비롯해 마르세이를 능가하는 격추수 보유자는 많지만, 이들은 모두 동부전선에서 소련군을 상대하며 전적을 쌓았다.
프랑스 위그노 혈통인 마르세이는 1938년 루프트바페에 입대했다. 20세의 나이로 루프트바페 전투기조종사 학교를 졸업하고 그 직후 영국 본토 항공전에 투입되었으나 별다른 전과를 올리지 못했다. 매력적인 인물이었던 마르세이는 매우 바쁜 밤생활을 보냈고 그 탓에 피로누적으로 다음날 아침 비행을 하지 못하는 일도 허다했다. 이런 전차로 서부전선에서 쫓겨나 1941년 4월 북아프리카 전선으로 재배치된다.
북아프리카 전선으로 온 마르세이는 매우 빠르게 재능을 개화하여 1942년 9월 1일 세 번에 걸친 출격에서 17기의 적기를 격추하며 그 커리어의 정점에 달한다. 이 공로로 마르세이는 곡엽검금강석 기사십자 철십자장을 수훈받았다. 훈장 수훈으로부터 불과 29일 뒤, 마르세이의 기체가 엔진 고장을 일으켰다. 마르세이가 불타는 콥픽에서 빠져나온 순간 기체의 수직미익이 그의 흉부를 강타했다. 마르세이는 이 타격으로 즉사 또는 기절하여 낙하산을 펴지 못해 추락사했다.